# Reggie Grisham
Reggie Grisham je americký hráč na lesní roh.

## Biografie
Reggie Grisham se narodil v Nashvilleu v Tennessee. Na Middle Tennessee State University získal bakalářský titul a na Univerzitě Jižní Kalifornie magisterský titul. Poté, co si Grisham dokončil vzdělání, usadil se v oblasti Los Angeles. Od roku 1998 pracuje jako profesionální hráč na lesní roh pro klasickou a populární hudbu. Hraje jak ve sborech, tak sólově.
Grisham spolupracoval s umělci jako Kelly Clarkson, Marc Broussard, Mandisa, Casting Crowns, Michael English, Natalie Grant a Denver and the Mile High Orchestra. V letech 2012 a 2013 koncertoval s The Who v rámci jejich turné Quadrophenia and More.